# Bulbi vestibolari
Nell'anatomia femminile i bulbi vestibolari sono organi che circondano l'orifizio vaginale.

## Anatomia
Si tratta di organi claviformi e simmetrici, lunghi 3-4 cm e alti 1 cm, posti profondamente alle grandi labbra. Convergono posteriormente alla clitoride, insieme alla quale costituiscono l'organo erettile della donna, e delimitano l'orifizio dell'uretra.